# Erdey Fülöp
Erdey Fülöp (Hirschfeld Fülöp) (Aszód, 1803 – Pécel, 1883. augusztus 12.) orvos.

## Élete
Iskoláit a szülői háznál Pesten végezte; később az orvosi pályát választotta s 1829-ben a Pesti Királyi Tudományegyetemen orvosdoktori oklevelet nyert és ezen a pályán haladt 1843-ig, amikor a gazdászat felé hajlott és azt elméletileg és gyakorlatilag tanulmányozta. E téren részint saját birtokán, részint több előkelő magyar birtokosnál mint jószágigazgató működött. Igen becses eredményül tekintendő az általa föltalált hydrostaticus szivattyú, mely a légkör nyomása által a vizet töltéseken és más magaslatokon keresztül, a zsilipeket igen előnyösen pótló módon át- és elvezeti. Nyugalomba vonulása után, fiánál Erdey Antalnál lakott Pécelen.

## Munkái
- Az örök váltság. Pest, 1848
- Az angol gazdasági rendszer és annak más különösen némethoni körülményekre való alkalmazása. Weckherlin A. 2. eredeti kiadása után szabadon magyarította hazánk körülményeire alkalmazott jegyzetekkel és toldalékkal bővítve kiadta, Pest, 1848. (2. kiadás. Pest, 1857)

Politikai s nemzetgazdasági cikkeket irt az 1840-es években az Athenaeumba, Pesti Hírlapba s a Nemzeti Ujságba; gazdasági cikkei pedig a M. Gazdában (1848-ig), Müller Gyula Nagy Naptárában (1854–55.), a Délibáb-Naptárban (1857. A dohánytenyésztésről, 1858. Hydrostaticus szivony, ábrával), a Gazdasági Lapokban (1858. A dohánytermelés érdekében); történeti cikkei a Vasárnapi Ujságban (1859. Sirok, 1860. Nánavár) jelentek meg.